# Łódź Andrzejów Szosa
Łódź Andrzejów Szosa – przystanek osobowy w Łodzi, położony na wschodnich obrzeżach miasta, w pobliżu przystanku kolejowego Łódź Andrzejów, na trasie pomiędzy stacjami Łódź Widzew i Łódź Olechów, w obrębie łódzkiej kolei obwodowej.
Nazwa przystanku ma związek z ulicami Rokicińską i Gajcego, na rogu których jest on ulokowany.

## Ruch pasażerski
| Rok  | Wymiana pasażerska na dobę |
| ---- | -------------------------- |
| 2017 | –                          |
| 2022 | 150-199                    |